# Jacky Charrier
Pour les articles homonymes, voir Charrier.
Ne doit pas être confondu avec l'acteur Jacques Charrier.
Jacky Charrier, né le 2 juillet 1962 à Savigny-sur-Orge en France et mort le 30 mai 2015 à Eyragues en France, est un footballeur français qui a évolué au poste d'attaquant.

## Biographie
Né à Savigny-sur-Orge le 2 juillet 1962, Jacky Charrier débute chez les seniors avec un club francilien, l'ES Viry-Châtillon, à l'âge de 16 ans. Il dispute son premier match de Division 3 en 1978-1979, puis joue vingt matchs la saison suivante. En 1980, Jacky Charrier est repéré puis recruté par Angers SCO, son premier club professionnel. Pour sa première année en Anjou, il dispute six matchs de Division 1, et ses débuts sont jugés satisfaisants, mais le club est relégué en Division 2. La saison suivante, il s'affirme davantage dans l'effectif angevin, durant une année perturbée par le dépôt de bilan du SCO en décembre 1981. Jacky Charrier devient alors un cadre de l'effectif d'Élie Fruchart, et marque douze buts lors de la saison 1982-1983. Mais le club angevin subit alors des difficultés financières, et doit céder ses meilleurs éléments. C'est ainsi que le jeune attaquant quitte le SCO.
À l'été 1983, Jacky Charrier rejoint ainsi le Stade rennais, promu en Division 1 après six saisons passées à l'étage inférieur,. Il s'impose rapidement comme titulaire en attaque, côté gauche ou côté droit, alimentant en ballons l'avant-centre Yannick Stopyra, malgré la concurrence de Philippe Morin et Włodzimierz Mazur. À l'issue de sa deuxième saison dans l'élite, il connaît toutefois une nouvelle relégation à l'étage inférieur. Les deux saisons suivantes, en 1984-1985 et 1985-1986, il perd peu à peu son statut de titulaire au profit de Louis M'Fédé, puis d'Eddy Voordeckers, et n'est plus que remplaçant en 1986-1987, barré par l'émergence du jeune Laurent Delamontagne. Remonté en D1 en 1985, le Stade rennais est alors de nouveau relégué en D2.
Placé sur la liste des transferts par le Stade rennais à l'été 1987, Jacky Charrier est recruté par le Football Club de Lorient, tout juste promu en Division 2. Lors de la saison 1987-1988, il dispute trente-trois matchs et marque à six reprises. Alors que le club morbihannais est relégué en Division 3, Charrier reste en D2 en rejoignant le FC Sète, où il réalise une nouvelle saison pleine, mais où il connaît une nouvelle relégation. Comme le FC Sète, Charrier descend en Division 3, mais pour signer au Perpignan Football Club, où il reste trois saisons, et réussit cette fois à obtenir une promotion en Division 2 à l'issue de la saison 1990-1991. Pour ce retour en D2, il ne dispute toutefois que sept matchs.
En 1992, Jacky Charrier quitte le football professionnel. Il joue d'abord avec le Stade luçonnais en Division 3, puis rejoint pour deux saisons le Sporting Club Olympique avignonnais, qu'il quitte en 1995 pour prendre sa retraite sportive. À l'issue de cette dernière saison, il obtient le titre de champion de Division d'honneur en ligue de la Méditerranée. Après sa carrière de joueur, il devient recruteur pour le centre de formation du Sporting Club de Bastia.

## Statistiques
| Saison                | Club                  | Championnat           | Championnat | Championnat | Championnat | Coupe(s) nationale(s) | Coupe(s) nationale(s) | Coupe(s) nationale(s) | Autres compétitions | Autres compétitions | Autres compétitions | Autres compétitions | Total | Total | Total |
| Saison                | Club                  | Division              | M.          | B.          | P.d.        | M.                    | B.                    | P.d.                  | Comp.               | M.                  | B.                  | P.d.                | M.    | B.    | P.d.  |
| 1978-1979             | ES Viry-Châtillon     | Division 3            | 1           | 0           | 0           | -                     | -                     | -                     | -                   | -                   | -                   | -                   | 1     | 0     | 0     |
| 1979-1980             | ES Viry-Châtillon     | Division 3            | 20          | 4           | 0           | -                     | -                     | -                     | -                   | -                   | -                   | -                   | 20    | 4     | 0     |
| Sous-total            | Sous-total            | Sous-total            | 21          | 4           | 0           | 0                     | 0                     | 0                     | -                   | 0                   | 0                   | 0                   | 21    | 4     | 0     |
| 1980-1981             | Angers SCO            | Division 1            | 6           | 0           | 0           | -                     | -                     | -                     | -                   | -                   | -                   | -                   | 6     | 0     | 0     |
| 1981-1982             | Angers SCO            | Division 2            | 29          | 4           | 0           | -                     | -                     | -                     | -                   | -                   | -                   | -                   | 29    | 4     | 0     |
| 1982-1983             | Angers SCO            | Division 2            | 32          | 12          | 0           | 1                     | 0                     | 0                     | -                   | -                   | -                   | -                   | 33    | 12    | 0     |
| Sous-total            | Sous-total            | Sous-total            | 67          | 16          | 0           | 1                     | 0                     | 0                     | -                   | 0                   | 0                   | 0                   | 68    | 16    | 0     |
| 1983-1984             | Stade rennais FC      | Division 1            | 36          | 3           | 0           | 3                     | 0                     | 0                     | -                   | -                   | -                   | -                   | 39    | 3     | 0     |
| 1984-1985             | Stade rennais FC      | Division 2            | 25          | 2           | 0           | 1                     | 0                     | 0                     | BR                  | 4                   | 0                   | 0                   | 30    | 2     | 0     |
| 1985-1986             | Stade rennais FC      | Division 1            | 28          | 4           | 3           | 7                     | 3                     | 0                     | -                   | -                   | -                   | -                   | 35    | 7     | 3     |
| 1986-1987             | Stade rennais FC      | Division 1            | 16          | 0           | 1           | 1                     | 0                     | 0                     | -                   | -                   | -                   | -                   | 17    | 0     | 1     |
| Sous-total            | Sous-total            | Sous-total            | 105         | 9           | 4           | 12                    | 3                     | 0                     | -                   | 4                   | 0                   | 0                   | 121   | 12    | 4     |
| 1987-1988             | FC Lorient            | Division 2            | 33          | 6           | 0           | -                     | -                     | -                     | -                   | -                   | -                   | -                   | 33    | 6     | 0     |
| 1988-1989             | FC Sète               | Division 2            | 32          | 3           | 0           | 1                     | 0                     | 0                     | -                   | -                   | -                   | -                   | 33    | 3     | 0     |
| 1989-1990             | Perpignan FC          | Division 3            | 22          | 4           | 0           | 1                     | 0                     | 0                     | -                   | -                   | -                   | -                   | 23    | 4     | 0     |
| 1990-1991             | Perpignan FC          | Division 3            | 26          | 2           | 0           | -                     | -                     | -                     | -                   | -                   | -                   | -                   | 26    | 2     | 0     |
| 1991-1992             | Perpignan FC          | Division 2            | 7           | 0           | 0           | -                     | -                     | -                     | -                   | -                   | -                   | -                   | 7     | 0     | 0     |
| Sous-total            | Sous-total            | Sous-total            | 55          | 6           | 0           | 1                     | 0                     | 0                     | -                   | 0                   | 0                   | 0                   | 56    | 6     | 0     |
| 1992-1993             | Stade luçonnais       | Division 3            | 25          | 2           | 0           | -                     | -                     | -                     | -                   | -                   | -                   | -                   | 25    | 2     | 0     |
| 1993-1994             | SCO Avignon           | National 3            | -           | -           | -           | -                     | -                     | -                     | -                   | -                   | -                   | -                   | 0     | 0     | 0     |
| 1994-1995             | SCO Avignon           | DH                    | -           | -           | -           | -                     | -                     | -                     | -                   | -                   | -                   | -                   | 0     | 0     | 0     |
| Sous-total            | Sous-total            | Sous-total            | 0           | 0           | 0           | 0                     | 0                     | 0                     | -                   | 0                   | 0                   | 0                   | 0     | 0     | 0     |
| Total sur la carrière | Total sur la carrière | Total sur la carrière | 338         | 46          | 4           | 15                    | 3                     | 0                     | -                   | 4                   | 0                   | 0                   | 357   | 49    | 4     |